# فشار بیش از حد
فشار بیش از حد  (به انگلیسی: Overpressure) (یا فشار بیش از حد انفجار) فشار ناشی از یک موج ضربه ای بیش از فشار معمولی اتمسفر است. موج شوک ممکن است در اثر انفجار صوتی یا انفجار ایجاد شود و فشار بیش از حد ناشی از آن هنگام اندازه‌گیری اثرات سلاح‌های هسته ای یا بمب‌های ترموباریک مورد توجه ویژه قرار می‌گیرد.

## جلوه‌ها
طبق مقاله ای در مجله علوم سم‌شناسی،
فشار بیش از حد انفجار (BOP)، همچنین به عنوان نویز ضربه ای با انرژی بالا شناخته می‌شود، یک پیامد مخرب انفجارهای انفجاری و شلیک سلاح است. قرار گرفتن در معرض امواج ضربه ای BOP به تنهایی منجر به آسیب عمدتاً به سیستم‌های اندام توخالی مانند سیستم شنوایی، تنفسی و دستگاه گوارش می‌شود.
لباس EOD که توسط کارشناسان خنثی سازی بمب پوشیده می‌شود می‌تواند در برابر اثرات BOP محافظت کند.
| فشار بیش از حد                                  | جلوه‌ها |
| ----------------------------------------------- | --- |
| ۱ پوند بر اینچ مربع (۶٫۹ کیلوپاسکال؛ ۰٫۰۶۹ بار) | - شیشه پنجره خرد می‌شود - صدمات سبک از قطعات رخ می‌دهد                                                          |
| ۲ پوند بر اینچ مربع (۱۴ کیلوپاسکال؛ ۰٫۱۴ بار)   | - آسیب متوسط به خانه‌ها (پنجره‌ها و درها منفجر شده و آسیب شدید به سقف‌ها) - افراد مجروح بر اثر پرنده شیشه و آوار |
| ۳ پوند بر اینچ مربع (۲۱ کیلوپاسکال؛ ۰٫۲۱ بار)   | - سازه‌های مسکونی فرو می‌ریزد - صدمات جدی شایع هستند، ممکن است مرگ و میر رخ دهد                                 |
| ۵ پوند بر اینچ مربع (۳۴ کیلوپاسکال؛ ۰٫۳۴ بار)   | - بیشتر ساختمان‌ها فرو می‌ریزند به جز ساختمان‌های بتنی - صدمات جهانی است، تلفات گسترده‌است                        |
| ۱۰ پوند بر اینچ مربع (۶۹ کیلوپاسکال؛ ۰٫۶۹ بار)  | - ساختمان‌های بتن مسلح به شدت آسیب دیده یا تخریب شده‌اند - اکثر مردم کشته می‌شوند                                |
| ۲۰ پوند بر اینچ مربع (۱۴۰ کیلوپاسکال؛ ۱٫۴ بار)  | - ساختمان‌های بتنی سنگین به شدت آسیب دیده یا تخریب می‌شوند - تلفات به ۱۰۰٪ نزدیک می‌شود                          |

## محاسبه برای فضای بسته
فشار بیش از حد در یک فضای بسته با استفاده از "فرمول Weibull" تعیین می‌شود:
{\displaystyle \Delta p=22.5\left({m \over V}\right)^{0.72}{\text{bars}}}
جایی که:
- ۲۲٫۵ یک ثابت بر اساس آزمایش است
- {\displaystyle m\,} = (کیلوگرم) جرم خالص منفجره محاسبه شده با استفاده از تمام مواد منفجره و کارایی نسبی آنها
- {\displaystyle V\,} = (متر مکعب) حجم منطقه داده شده (در درجه اول برای تعیین حجم در یک فضای بسته استفاده می‌شود)